# Francisco de Borbón y de la Torre

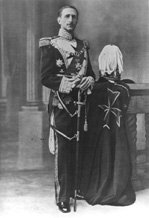

Francisco de Paula de Borbón y de La Torre (* 16. Januar 1882 in Madrid; † 6. Dezember 1952 ebenda) war ein spanischer Offizier und Mitglied der spanischen Königsfamilie, der aufseiten der nationalspanischen Aufständischen am spanischen Bürgerkrieg teilnahm. Er war durch seine Heirat mit der Herzogin Enriqueta de Borbón y Parade Herzog von Sevilla.

## Biografie

### Von der Monarchie zur Republik
Don Francisco de Paula, ein Cousin von König Alfonso XIII. von Spanien, heiratete am 21. August 1907 Doña Enriqueta de Borbón y Parade, die 4. Herzogin von Sevilla.
Nach der Proklamation der Zweiten Spanischen Republik trat er dieser mit offener Feindseligkeit gegenüber. Er war einer von wenigen Offizieren, die an der Sanjurjada, dem fehlgeschlagene Staatsstreich vom 10. August unter der Führung des Generals José Sanjurjo teilgenommen haben und ging danach mit den anderen Mitgliedern der königlichen Familie ins Exil.

### Spanischer Bürgerkrieg und die Zeit unter Franco

Militärbezirke Spaniens bis 1984

Nach dem Staatsstreich im Juli 1936 kehrte er nach Spanien zurück und gliederte sich im Heer Francos als Oberst der Infanterie und Befehlshaber des motorisierten Infanterieregiments 7 „Pavía“ sowie als militärischer Befehlshaber von Gibraltar ein. Am 17. Januar 1937 begann er eine Offensive gegen die republikanischen Milizen. Die republikanischen Milizen waren durch die Offensive überrascht und ohnehin schlecht bewaffnet; so erkämpfte sich Don Francisco de Paula den Weg bis Marbella. Am 8. Februar 1937 nahm der Herzog von Sevilla, trotz erheblichen Widerstandes, Málaga ein. Am 14. Mai 1938 wurde er zum Brigadegeneral befördert und in der Folge Oberbefehlshaber der Streitkräfte von Cordoba. Am 29. August 1939 schließlich wurde der Herzog zum Befehlshaber der 11. Division und einige Zeit später zum General-Kapitän des VII. militärischen Bezirkes mit Sitz in Valladolid ernannt. 1943 wurde er des illegalen Handels mit Lebensmitteln beschuldigt und aus der Armee entlassen. Der Historiker Paul Preston schreibt, dass die eigentlichen Gründe dieser „Strafe“ nicht auf die Korruptionsbeschuldigungen zurückzuführen seien, sondern eher in seinen pro-monarchistischen Verhalten begründet waren.

### Großmeister des Lazarusordens
Francisco de Borbón y de La Torre, Herzog von Sevilla, wurde 1930 zum Generalstatthalter des Ordens ernannt und fünf Jahre später zum Großmeister gewählt. Damit kehrte der Orden nach der Sedisvakanz des Amtes des Großmeisters von 1910 bis 1930 zu den althergekommenen Strukturen zurück.

## Orden
- Großkreuz des Ordens des Heiligen Hermengild (30. Juli 1940)[14]
- Großkreuz des Militär-Verdienstordens (Spanien) (29. September 1943)[15]